# 기센현

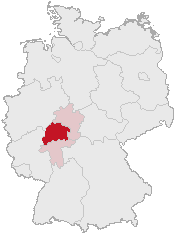
독일에서 기센 현의 위치

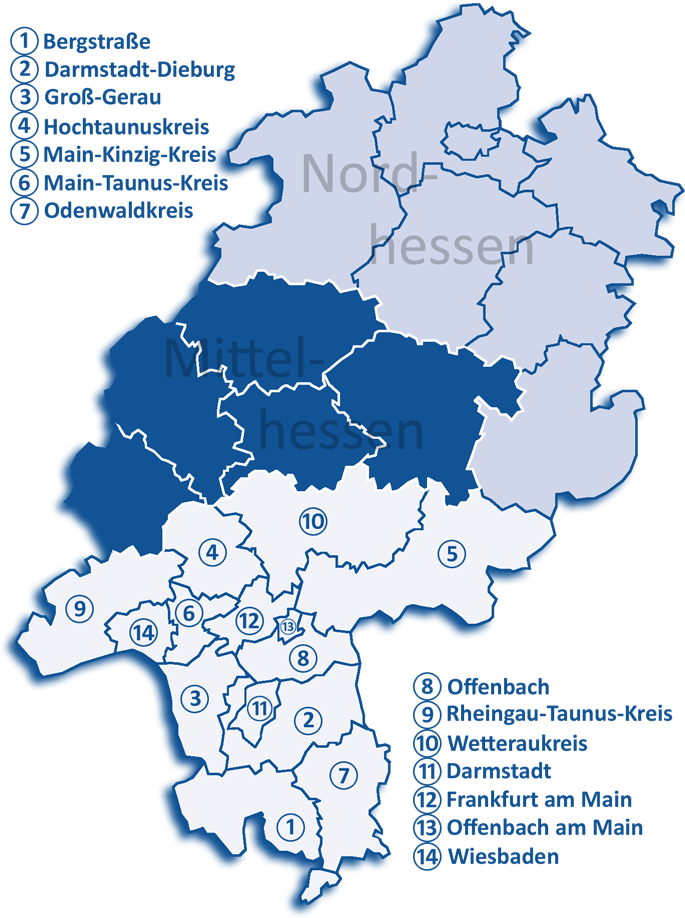
헤센 주에서 기센 현의 위치

기센현(독일어: Regierungsbezirk Gießen)은 독일 헤센주 중부에 위치한 현(Regierungsbezirk)으로 현도는 기센이며 면적은 5,381.14km2, 인구는 1,039,620명(2011년 기준), 인구 밀도는 190명/km2이다. 5개 군(Landkreise), 3개 시(Kreisfreie Städte)를 관할한다.

## 하위 행정 구역

### 군(Landkreise)
1. 기센군(Gießen)
2. 란딜군(Lahn-Dill)
3. 림부르크바일부르크군(Limburg-Weilburg)
4. 마르부르크비덴코프군(Marburg-Biedenkopf)
5. 포겔스베르크군(Vogelsbergkreis)

### 시(Kreisfreie Städte)
1. 기센 시(Gießen)
2. 마르부르크 시(Marburg)
3. 베츨라어 시(Wetzlar)